# Fahlström International Big Band
Fahlström International Big Band (F.I.B.B.) var Örjan Fahlströms första storband i egen regi. Orkestern startade i samband med inspelningarna av den första LP-skivan i mars 1981. All musik komponerades och arrangerades av Örjan Fahlström som också dirigerade orkestern. Det musikaliska materialet hade sitt ursprung i ett beställningsverk för Radiojazzgruppen 1979. Förutom ett fåtal liveframträdande gjorde orkestern två LP-skivor.

## Diskografi
LP
- Heads together - F.I.B.B. Fahlström International Big Band (1981) (Heads Together, Crystal Eagle, Polarized, The Dancer, The Supreme Thrill of Existence)
- Live at Fasching (1984) (Friends, Shadows, Paradise, Flimmer, Magic Mystery, Moonlight Express)

## Medlemmar i orkestern på den första LP-skivan
- Örjan Fahlström - Kompositör/dirigent
- Benny Bailey - Trumpet (ledande trumpetare)
- Palle Mikkelborg - Trumpet, eltrumpet, flygelhorn
- Idrees Sulieman - Trumpet, flygelhorn
- Tim Hagans - Trumpet, flygelhorn
- Olle Holmqvist - Trombon (ledande trombonist)
- Nils Landgren - Trombon
- Ulf Johansson - Trombon
- Erik Van Lier - Bastrombon
- Lennart Åberg - altsaxofon, sopransaxofon, flöjt (ledande altsaxofon)
- Håkan Lewin - Altsaxofon, flöjt
- Ulf Andersson - Tenorsaxofon, flöjt, altflöjt
- Glen Myerscough - Tenorsaxofon, flöjt
- Sahib Shihab - Baritonsaxofon, flöjt, altflöjt
- Bobo Stenson - Piano
- Palle Danielsson - Akustisk bas
- Per Lindwall - Trummor